# Kanton Saint-Avold
Kanton Saint-Avold (fr. Canton de Saint-Avold) je francouzský kanton v departementu Moselle v regionu Grand Est. Tvoří ho 10 obcí. Zřízen byl v roce 2015.

## Obce kantonu
- Altviller
- Carling
- Diesen
- Folschviller
- L'Hôpital
- Lachambre
- Macheren
- Porcelette
- Saint-Avold
- Valmont